# Dárvin Chávez
Dárvin Francisco Chávez Ramírez, né le 21 novembre 1989 à Zapopan, est un footballeur mexicain qui évolue au poste de défenseur au FF Jaro.

## Palmarès

### En club
- Monterrey
  - Vainqueur de la Ligue des champions de la CONCACAF en 2012

### En équipe nationale
- Équipe du Mexique olympique
  - Vainqueur des Jeux panaméricains en 2011
  - Vainqueur du Tournoi de Toulon en 2012
  - Vainqueur du Tournoi masculin de football aux Jeux olympiques d'été de 2012